# Philippe de Thomassin
Pour les articles homonymes, voir Thomassin.
Philippe de Thomassin (né vers 1537-mort à Châlons-en-Champagne le 19 octobre 1608), seigneur de Braux, chevalier et vidame de Châlons. Il fut gouverneur de Châlons-en-Champagne en 1588. Il remporte la bataille de Pringy le 11 octobre 1589, sur le maréchal de la ligue Saint-Paul et reprend Vitry-le-François.
Il est vidame de Châlons en mai 1598, puis en février 1608 Henri IV lui confie les fonctions de gouverneur d'Épernay
En 1599, Philippe de Thomassin fit transférer le siège du fief du vidamé dans un hôtel particulier, actuel musée Garinet, à Châlons-en-Champagne, dont il était devenu propriétaire deux ans plus tôt. 
On peut voir sa dalle funéraire en marbre noir à Châlons-en-Champagne, dans la cathédrale Saint-Étienne. 

## Réalisations
- Château de Braux-Sainte-Cohière (Marne 51).
- Pont des Archers, à Châlons-en-Champagne. Ce pont fortifié, enjambant le Nau à son entrée dans la ville, fut reconstruit en 1602 sur l'ordre du vidame de la ville Philippe de Thomassin. Il est connu sous le nom de château du Marché, à cause de la proximité de la place du Marché.